# Oskar Klein
Oskar Benjamin Klein (Danderyd, 15 de setembro de 1894 — Estocolmo, 5 de fevereiro de 1977) foi um físico sueco.
Participou da 8ª e 11ª Conferência de Solvay.

## Biografia
Klein nasceu em Danderyd fora de Estocolmo, filho do rabino-chefe de Estocolmo, Gottlieb Klein de Humenné no Reino da Hungria, agora Eslováquia. Ele se tornou aluno de Svante Arrhenius no Instituto Nobel ainda jovem e de Jean-Baptiste Perrin na França, quando a Primeira Guerra Mundial eclodiu e ele foi convocado para o serviço militar.
A partir de 1917, ele trabalhou alguns anos com Niels Bohr na Universidade de Copenhague e recebeu seu doutorado na University College of Stockholm (agora Stockholm University) em 1921. Em 1923, ele recebeu uma cátedra na Universidade de Michigan em Ann Arbor e mudou-se para lá com sua esposa recém-casada, Gerda Koch, da Dinamarca. Klein retornou a Copenhague em 1925, passou algum tempo com Paul Ehrenfest em Leiden, depois tornou-se docente na Universidade de Lund em 1926 e em 1930 aceitou a oferta da cadeira de professor em física no Stockholm University College, que havia sido ocupada por Erik Ivar Fredholm até sua morte em 1927. Klein foi premiado com a Medalha Max Planck em 1959. Ele se aposentou como professor emérito em 1962.
Klein é creditado por inventar a ideia, parte da teoria de Kaluza-Klein, de que dimensões extras podem ser fisicamente reais, mas enroladas e muito pequenas, uma ideia essencial para a teoria das cordas.
Em 1938, ele propôs um modelo de troca de bósons para interações fracas de carga (decaimento radioativo), alguns anos após uma proposta semelhante de Hideki Yukawa. Seu modelo foi baseado em uma simetria de calibre isotrópica local e antecipou a teoria de sucesso posterior de Yang-Mills.
A Oskar Klein Memorial Lecture, realizada anualmente na Universidade de Estocolmo, recebeu seu nome. O Oskar Klein Center for Cosmoparticle Physics em Estocolmo, Suécia, também é em sua homenagem.